# Hasselbacken, Stockholm

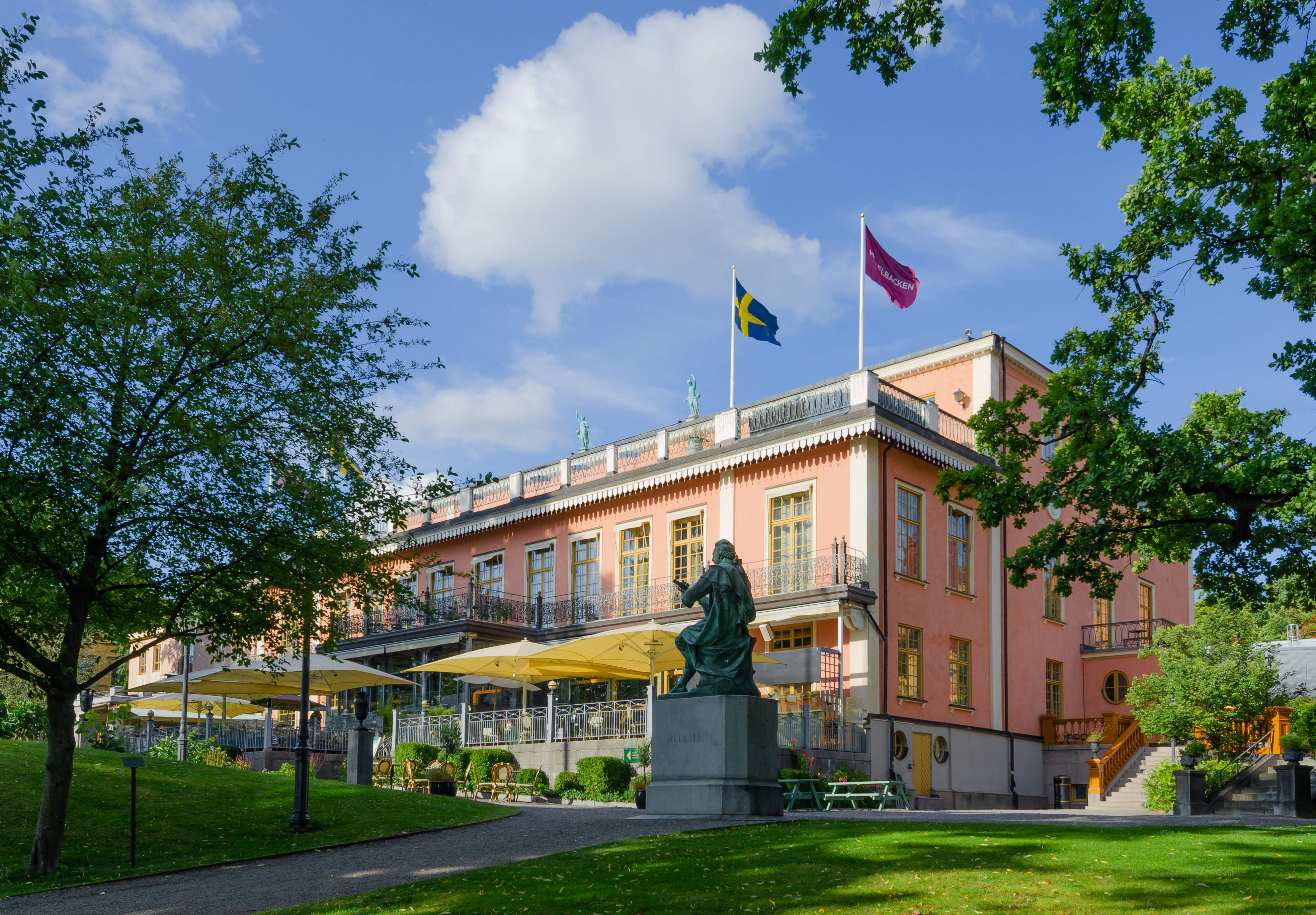
Hasselbacken sommaren 2023.

Hasselbacken är en restaurang intill Cirkus på Djurgården i Stockholm, till vilket det sedermera knutits ett Hotell med adress Hazeliusbacken 20 på Södra Djurgården vars historia sträcker sig tillbaka till 1748. 
Sedan 2019 ingår Restaurang & Hotell Hasselbacken i Pop House Sweden-gruppen då det förvärvades av de två majoritetsägarna Björn Ulvaeus och finansmannen Conni Jonsson.

## Historik

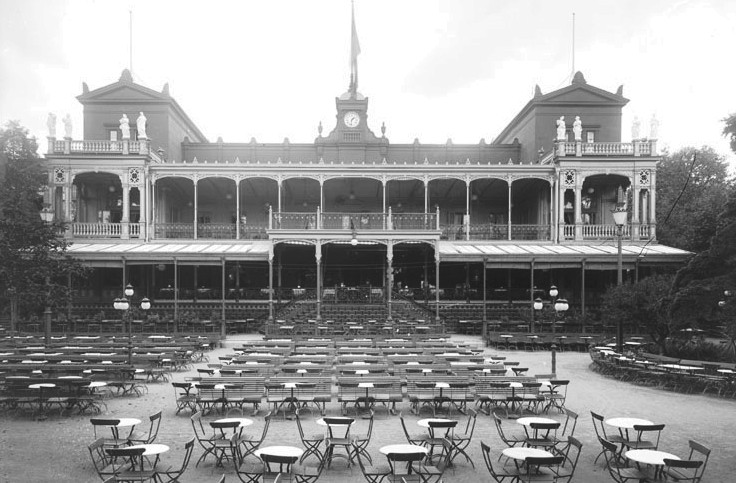
Hasselbacken omkring 1900.

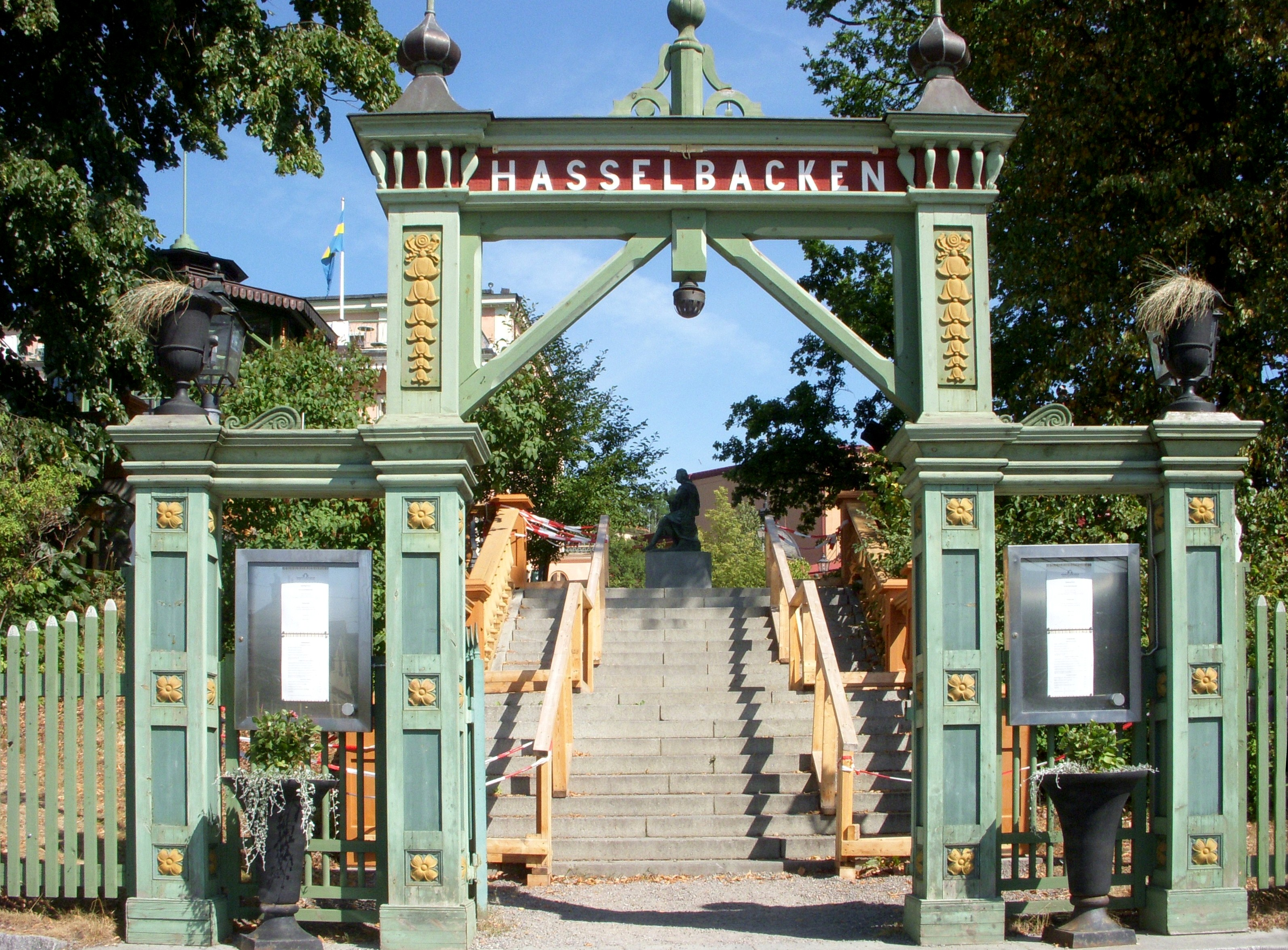
Portalen från Djurgårdsvägen 2011.

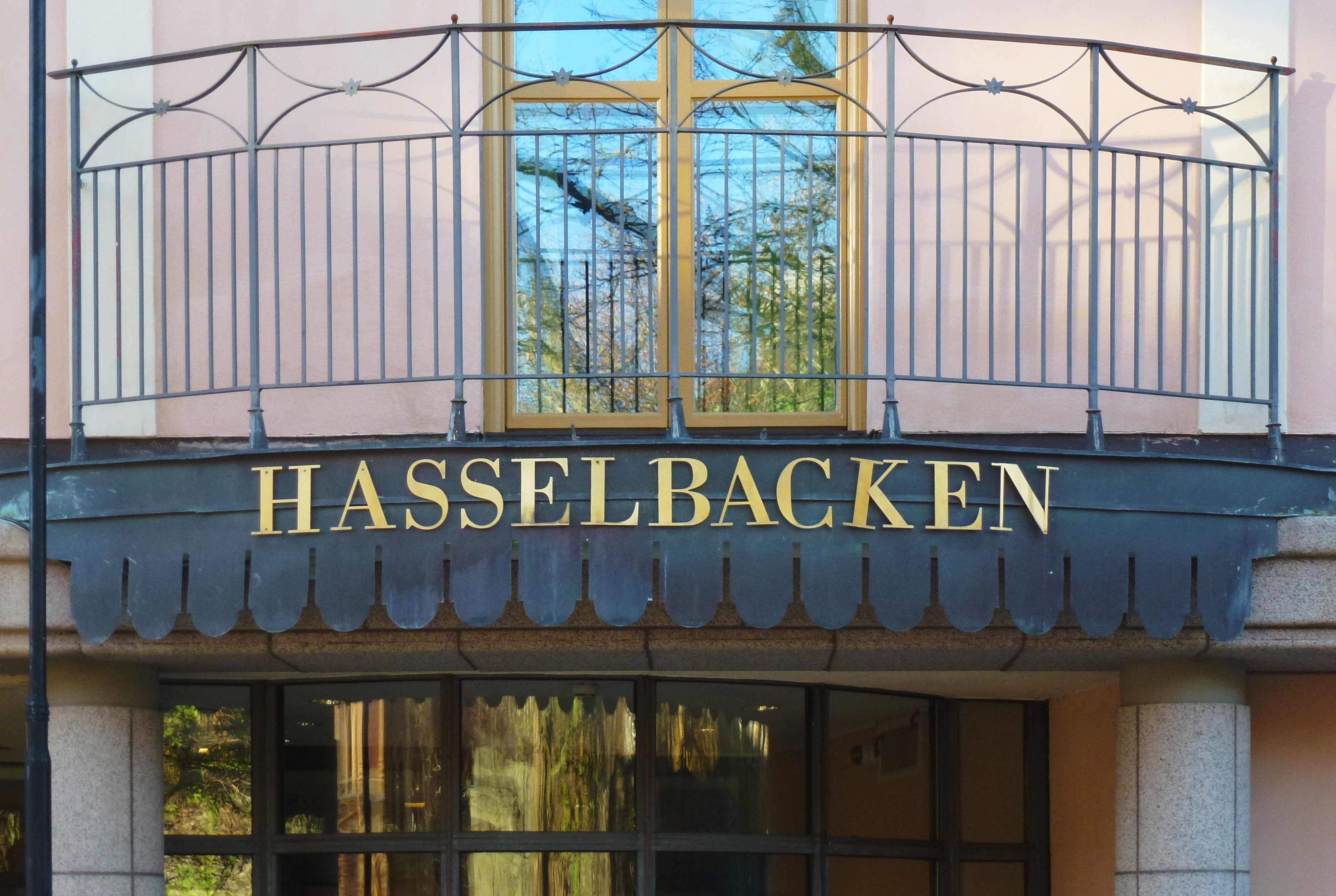
Hasselbackens entré mot Hazeliusbacken.

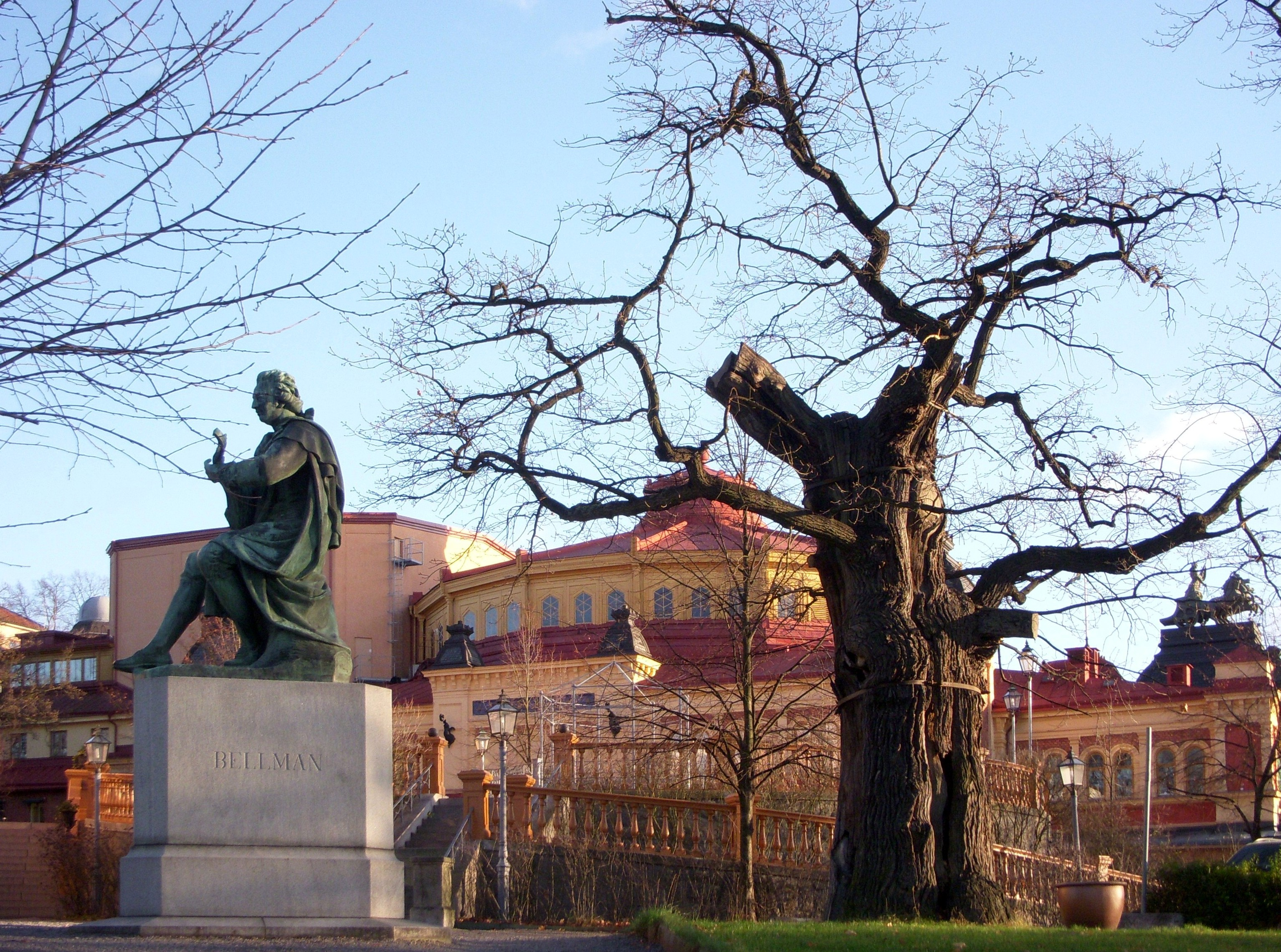
Bellmanstatyn och Bellmanseken 2011.

Platsen omtalas för första gången 1748. Vid denna tid låg öl- och våffelstugan Dunderhyttan i slänten nedanför dagens restaurang. Sedan 1760-talet är Hasselbackskrogen omtalad. Krogen var en röd koja, belägen på restaurangens nuvarande plats, som fått sitt namn efter de täta hasselsnåren som växte på platsen. Värdshuset omvandlades dock 1836 till grosshandlaren G. Michaelsons sommarnöje Ludvigsro.
År 1852 köptes fastigheterna av konditor Wilhelm Davidson, vilket blev inledningen på Hasselbackens glansperiod. Davidson uppförde en ny huvudbyggnad enligt Johan Fredrik Åboms ritningar och återtog det gamla namnet. 1853 kunde Restaurang Hasselbacken slå upp portarna. Till sig själv lät Davidson bygga Villa Hasselbacken som blev färdig 1866 och ligger direkt nordväst om restaurangen.
I ett närbeläget sommarnöje, som senare skulle gå under namnet Gubbhyllan, öppnade Davidson schweizeri. År 1872 brann hela Hasselbackens restaurang och en ny byggnad uppfördes 1872-1874. Restaurangen blev vida känd, omtalad för sina grandiosa fester bland de högre klasserna. Byggnaden flyttades till Skansen på 1960-talet (nuvarande Tobaks- och tändsticksmuseum).

### 1900-tal
År 1923 brann Hasselbacken åter ned, för sjunde gången i ordningen, och en ny byggnad stod färdig 1925. Samma byggnad innehåller i dag (2021) restaurang, konferens och festvåning.
Mellan 1947 och 1969 bedrevs restaurangskola i lokalerna. Hasselbackspotatisen sägs ha skapats 1953 av Leif Elisson från Värmland, som var kockelev på restaurangskolan. 
Det finns dock ett recept på "Ugnstekt potatis (Hasselbackspotatis)" i Jenny Åkerströms Prinsessornas kokbok, utgiven 1929.
Byggnaderna köptes 1972 av fyra ordenssällskap (WF, WB, W6 och Mercurii-orden) , som bildade ordenssällskapens hus Hasselbacken AB. ICA-restauranger fortsatte att bedriva restaurangverksamheten  fram till 1981. Efter att ordenssällskapen hade satsat stora summor i renovering, bland annat omläggning av tak, såldes fastigheten efter påtryckningar sommaren 1982.
1984 köptes byggnaden in av fastighetsbolaget Fabege, och en omfattande restaurering och upprustning vidtog. På restaurangens baksida uppfördes en ny hotellbyggnad, och 1992 öppnade Scandic Hasselbacken som driver hotell, konferens och restaurang på platsen.

### 2000-tal
År 2019 köptes Hasselbacken av bolaget Pop House Sweden AB som ägs av Abba-medlemmen Björn Ulvaeus och EQT-grundaren Conny Jonsson.

## Bellmanstatyn och Bellmaneken
Uppe på backen, nära Bellmanstatyn, växer en grov ek som kallas Bellmanseken, under vilken Carl Michael Bellman lär ha skrivit Epistel 25. Enligt Johan Erik Rydqvist (i skriften Djurgården förr och nu) kom även Gustav III hit inkognito för att se på folklivet. Här firade Par Bricole också till en början Bellmansdagen årligen, den 26 juni. Till minne av Bellman restes 1872 en staty föreställande skalden, modellerad av Alfred Nyström och gjuten i zink. Det var nära att eken fälldes för att få plats för statyn men placeringsfrågan löstes. 1969 beskrev Gunnar Brusewitz eken i sin bok Stockholm staden på landet, då var den en "bedrövlig spillra". Trots detta står eken fortfarande kvar idag (2016).